# 上行咽頭動脈
上行咽頭動脈（じょうこういんとうどうみゃく）は、頭頸部の動脈の一つ。外頸動脈の枝の中でもっとも小さい動脈で、細長く、深在性の動脈である。他の枝の下にあり、茎突咽頭筋の下方を通る。
この動脈の支配領域の重要性が十分に評価されないこともあるが、この動脈は小さいが、多くの脳神経に栄養を供給する他、脳循環において吻合のチャンネルとなる重要な動脈である。頭頸部のいくつかの疾患に上行咽頭動脈が関わっており、このような疾患を診断し治療するために、神経放射線科医は（選択的血管造影法や塞栓術の技術を理解するだけでなく）、上行咽頭動脈の領域や吻合、下部脳神経の脈管についても理解する必要があるとされる。

## 走行
外頸動脈が総頸動脈より別れた直後に、その後方より分岐する。その後垂直に上昇し、内頸動脈と咽頭側面の間を通り頭蓋骨表面へ向かい、頭長筋の上に横たわる。
後頭動脈、内頸動脈より分岐することもある。

## 関連事項
- 人間の動静脈一覧

この項目の一部は、現在パブリックドメインとなっているグレイ解剖学からのものです。